# Kankintú
Kankintú is een plaats en gemeente (in Panama un distrito genoemd) in de provincie Ngäbe Buglé in Panama. In 2015 was het inwoneraantal 22.500.
De gemeente bestaat uit devolgende zeven deelgemeenten (corregimiento): Bisira (de hoofdplaats, cabecera), Calante, Gworoni, Kankintú, Mününi, Piedra Roja en Tolote.